# Involucrina

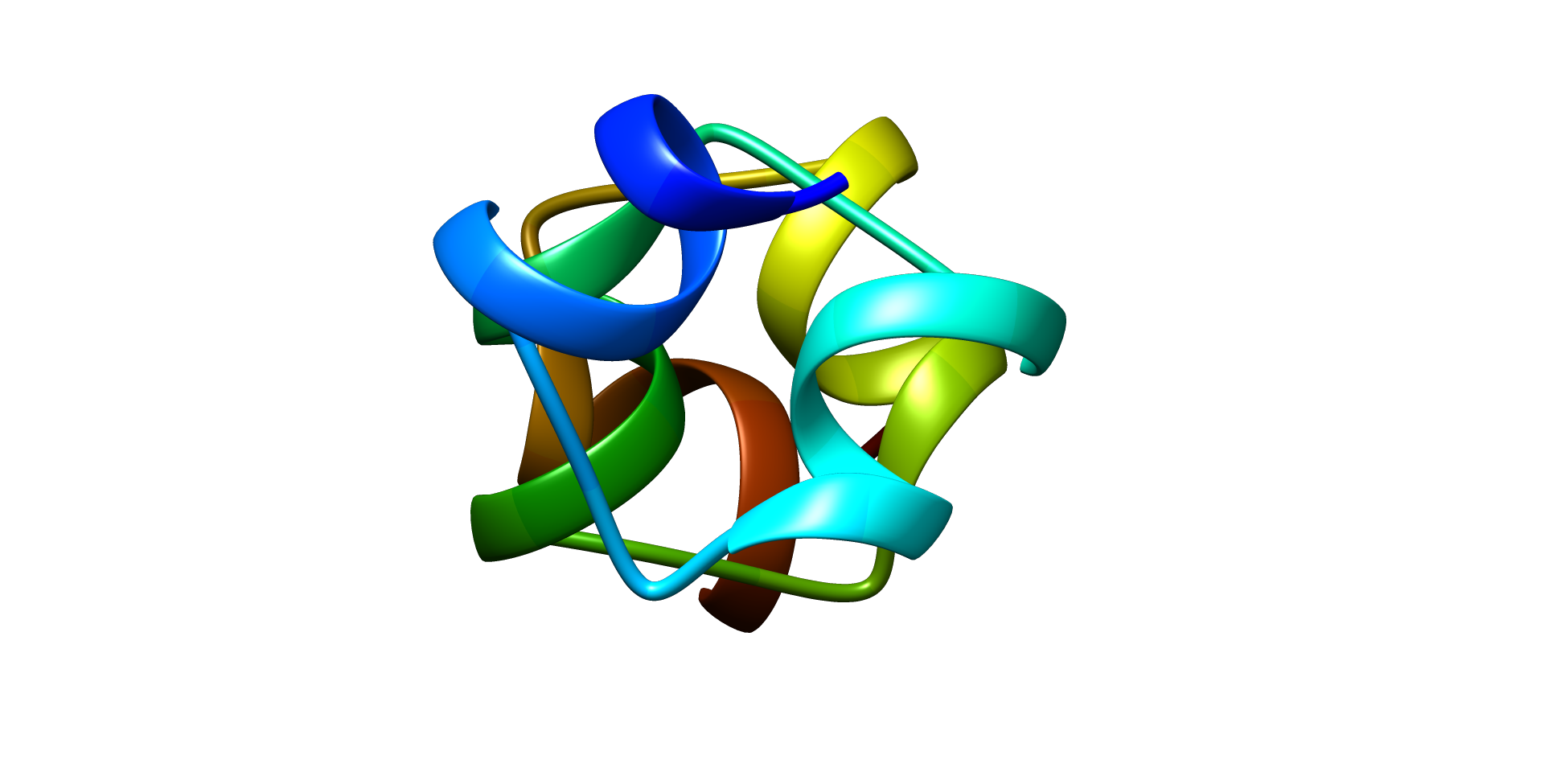

L'involucrina è una proteina sintetizzata dai cheratinociti presenti nello strato spinoso più esterno dell'epidermide. Essa si accumula nella loro faccia interna.
Sembra che questa proteina abbia la funzione di disporsi lungo il versante citoplasmatico della membrana fosfolipidica dei cheratinociti tramite una fitta rete di ponti disolfuro, fornendo un importante contributo (reso anche da altre glicolipidi come la acilglucosilceramide) all'impermeabilità di queste cellule destinate a diventare corneociti, cioè cellule morte per apoptosi costituenti il rivestimento più esterno della cute.